# Erigorgus interstitialis
Erigorgus interstitialis är en stekelart som först beskrevs av Cameron 1906.  Erigorgus interstitialis ingår i släktet Erigorgus och familjen brokparasitsteklar. Inga underarter finns listade i Catalogue of Life.